# Immer so durchgemogelt
Immer so durchgemogelt. Erinnerungen an unsere Schulzeit ist ein 1974 erschienenes Befragungsbuch von Walter Kempowski, in dem der Autor Äußerungen einer Vielzahl von Menschen über deren Schulzeit zusammengetragen hat. Es handelt sich um den achten Band seines Werks Deutsche Chronik.

## Inhalt
Kempowski bringt Aussagen, die die Schulzeit aus diversen Perspektiven reflektieren und den Leser anregen, Methodik, Didaktik oder einfach nur eigene Erinnerungen an Lehrpersonal und Begebenheiten zu überdenken. Vergleiche anzustellen und Zusammenhänge zu hinterfragen: das sind Auswirkungen der Lektüre, die sich wie von alleine einstellen und den über das reine "Zur Kenntnis nehmen" hinaus gehenden Gewinn darstellen.
In einem von Dieter E. Zimmer für Die ZEIT am 5. April 1974 geführten Gespräch mit Kempowski erläutert dieser sein "Verbundsystem" zwischen Romanen und Befragungsbüchern der Deutschen Chronik. Bei den Sammlungen von Aussagen der Befragten handele sich um vertiefende und als Gesamtheit objektivierende Angebote an die Leser der Romane; damit seien sie alles andere als Anekdotensammlungen. Kempowski betont in dem Gespräch auch, dass er sich – wie in der Deutschen Chronik allgemein – auf das Bürgertum konzentriert hat, was durch die Berufsangaben nach jedem einzelnen Zitat belegt wird.

## Gliederung
Der Autor fasst die Äußerungen der Befragten zur Schulzeit in folgenden Abschnitten zusammen:
- Das ständige Staunen (zusammenfassende Eindrücke der Schulzeit)
- Knetgummi (Einschulung)
- Die i-Männchen in Dummersdorf (Dorfschulen)
- Erlesene Wörter und gebildete Sätze (Lesen lernen)
- Vom Nahen zum Fernen (Sach- und Heimatkunde)
- Die Weichenstellung (Aufnahmeprüfung zum Gymnasium)
- Sagt Mutter, ’s ist Uwe (Deutschunterricht)
- Was meint Hamlet (Deutschunterricht: Literatur)
- Spuren im Sand (Deutschunterricht: Aufsätze)
- Reichsdeputationshauptschluß (Geschichtsunterricht)
- Da sang nichts mit (Erdkundeunterricht)
- Kriechender Günsel (Biologieunterricht)
- Alles so schön klar (Mathematikunterricht)
- Speckdeckels (Fremdsprachenunterricht)
- Zurück zur Eiche (Sportunterricht / Turnen)
- Wenigstens Blockflöte (Musikunterricht)
- Hier sind die Haare nudelförmig (Kunsterziehung / Zeichnen)
- Wunder und Gleichnisse (Religionsunterricht)
- Fallende Tropfen (Abiturprüfung)
- Eine bestimmte Grundstimmung (Die Lehrer)

## Rezeption
„Was blieb von der Schulzeit? Diese Frage hat Walter Kempowski (1929-2007) einer Vielzahl von Menschen gestellt - und eine Vielzahl von Antworten erhalten: "Rund tausend Mitbürger haben ihm geantwortet und er hat die Antworten notiert. In Splittern und Bruchstücken hat Kempowski die Erinnerungen zusammengestellt. (...) Kempowski ist ein Genauigkeitsfanatiker, und daher hat er aus diesen Erinnerungsfetzen, die kein Mensch sich so echt ausdenken könnte, ein Erinnerungsbuch mit der Eindringlichkeit eines Romans gemacht.“

„Wer Kempowski kennt, weiß, dass das Thema Schule für ihn zentral ist. Als Lehrer einer „Zwergschule“ hat er seine Erfahrungen in wunderbaren Erzählungen und Romanen verewigt. Dass dieses Buch laut Klappentext „ein Erinnerungsbuch mit der Eindringlichkeit eines Romans“ sei, darf jedoch heftig bezweifelt werden. Ein disparates Sammelsurium der Erinnerungen von etwa tausend Menschen erschließt sich mir nur schwer.“

## Buchausgaben
Immer so durchgemogelt. Erinnerungen an unsere Schulzeit. Gesammelt von Walter Kempowski.
- München 1974: Hanser. 255 Seiten. ISBN 978-3-446-11845-4 (Der Preis dieser kartonierten Erstausgabe bei Hanser betrug 19,80 DM.)
- Frankfurt am Main 1976: Fischer-Taschenbuch-Verlag Nr. 1733. 253 Seiten. ISBN 978-3-436-02296-9
- Hamburg 1979: Knaus. 253 Seiten. ISBN 978-3-8135-8587-2

Weitere Ausgaben im Gesamtwerk der Deutschen Chronik bei btb. Bei dieser Ausgabe ist dem eigentlichen Titel noch der Zwischentitel "Schule" vorangestellt.

## Weblink
Immer so durchgemogelt in der Deutschen Nationalbibliothek